# Po Sang Bank
La Po Sang Bank (chinois : 寶生銀行) était une banque établie en 1949 à Hong Kong. Comme les autres banques du Bank of China Group du territoire, elle fut fusionnée en 2001 et l'entité issue de cette fusion renommée en Bank of China (Hong Kong).
Une agence de la Po Sang fut visée par le plus important braquage de l'histoire de Hong Kong en 1974, puis une nouvelle fois en 1979 impliquant notamment un officier de police, membre des Special Duties Unit, Yee Wai-ming.